# Висмутин
Висмути́н (висмутинит, висмутовый блеск) — минерал класса сульфидов подкласса простых сульфидов, сульфид висмута.
Впервые обнаружен в 1832 году в Боливии.

## Свойства
Кристаллы (шестоватые, игольчатые) редки. Цвет минерала белый со свинцово-серым оттенком, иногда встречается пёстрая побежалость. Встречается в гидротермальных месторождениях, в жильных оловянно-вольфрамовых месторождениях, скарнах, в арсено-висмутовых, медно-висмутовых, золото-висмутовых месторождениях, иногда в пегматитах. Агрегаты плотные, зернистые, лучистые, стебельчатые. Мягкий, режется ножом, гибкий, но не упругий. Висмут составляет до 81 % минерала, встречаются примеси Pb (до 5 %), Cu (до 3,2 %), Sb (до 2,4 %), Se (до 8,8 %). Удельное электрическое сопротивление составляет в среднем 5,7⋅102 ом·метр.

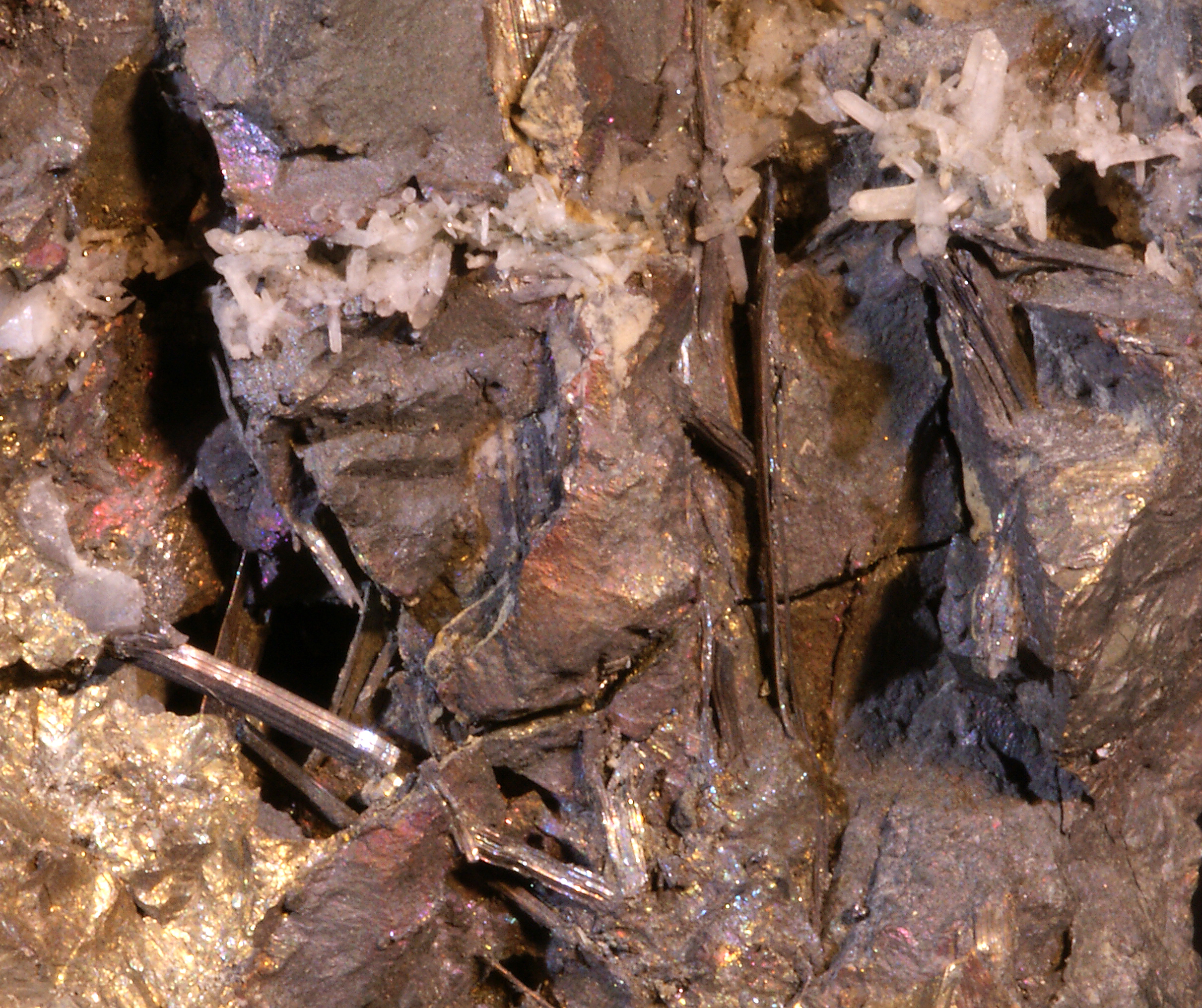
Висмутин, Богемия

## Месторождения
Места распространения висмутина: Россия (Забайкалье), США (Рудные горы, Коннектикут), Мексика, Перу, Германия (Нижняя Саксония), Великобритания, Швеция, Италия (окрестности Турина), Чехия, Венгрия, Румыния. Характерен для оловянных месторождений Боливии и оловянно-свинцово-цинковых месторождений Японии. Обычно обнаруживается вместе с халькопиритом, арсенопиритом, вольфрамом, кварцем, сидеритом, бериллием, топазами.

## Применение
Важнейшая руда висмута,  но большие скопления висмутина встречаются редко. Основной метод обогащения — флотация. Представляет интерес для коллекционеров (особенно красивые кристаллы из США и Мексики).